# Irena Paleologina
Irena Palaiologina je bila bizantska carica kao žena cara Bizanta Mateja Kantakuzena, koji je počeo vladati 1353. godine, a vladavinu je završio 1357.
Irenina je majka bila Teodora, a otac Dimitrije Paleolog (sin Andronika II.).
Irena se udala za Mateja u Solunu 1341. godine. Rodila mu je barem petero djece, a ovo je njihov popis:
- Ivan Kantakuzen (despot)
- Demetrije I. Kantakuzen
- Teodora, koju je poučavala njezina baka Irena Asanina
- Helena Asanina Kantakouzene
- Marija Kantakouzene, žena Ivana Laskarisa Kalopherosa